# 云乐镇
云乐乡，是中华人民共和国安徽省宣城市旌德县下辖的一个乡镇级行政单位。

## 行政区划
云乐乡下辖以下地区：
洪村、张村、刘村、许村和陈岭村。